# Комісія ООН з прав людини
Комісія ООН з прав людини (Commission on Human Rights) — це колишній допоміжний орган Економічної та Соціальної Ради Організації Об'єднаних Націй, який існував з 1946 по 2006 рік. Потім була замінена Радою ООН з прав людини.

## Історія створення
Комісія, заснована в 1946 році, була головним законодавчим органом Організації Об'єднаних Націй, який здійснює просування і захист прав людини. Комісія забезпечує загальні керівні принципи політики, вивчає проблеми прав людини, розробляє та кодифікує нові міжнародні норми та стежить за дотриманням прав людини в усьому світі. Комісія є форумом для держав, громадянського суспільства — через неурядові організації — та міжнародних організацій, щоб висловити свою стурбованість щодо питань прав людини.
У 1947 році, коли Комісія з прав людини зібралася вперше, її єдиною функцією була розробка проекту Загальної декларації прав людини. Це завдання було виконано протягом року, і 10 грудня 1948 року Генеральна Асамблея прийняла Декларацію (відтоді 10 грудня щорічно відзначається як «день прав людини»).
Протягом перших 20 років (1947—1966) Комісія зосередила свої зусилля на встановленні стандартів. Використовуючи Загальну декларацію як основу, Комісія взялася за розробку вражаючого корпусу міжнародного права прав людини, кульмінацією якого стало прийняття Генеральною Асамблеєю в 1966 році двох пактів про права людини: Міжнародного пакту про громадянські та політичні права та Міжнародного пакту про економічні, соціальні та культурні права. Разом Загальну декларацію та два пакти зазвичай називають Міжнародним біллем про права людини.
Нормативний характер перших 20 років ілюструється заявою, ухваленою Комісією в 1947 році (і схваленою того ж року Економічною та соціальною радою), у якому йдеться про те, що вона «визнає, що не має компетенції розглядати будь-які скарги». про порушення прав людини".
Лише через 20 років, у 1967 році, Комісія була спеціально уповноважена (Економічною та Соціальною Радою за підтримки Генеральної Асамблеї) почати розглядати порушення прав людини. Відтоді Комісія створила складний механізм і процедури, орієнтовані на країни або тематичні (працюючи через спеціальних доповідачів і робочі групи), для моніторингу дотримання державами міжнародного права прав людини та розслідування ймовірних порушень прав людини, зокрема, відправляючи дослідницькі місії до країн у всіх частинах світу, багатих і бідних, як тих, що розвиваються, так і розвинених. Протягом 1970-х і 1980-х років ці впровадження, механізми та процедури встановлення фактів стали центром уваги Комісії.
У 1990-х роках Комісія дедалі більше звертала увагу на потреби держав у наданні консультаційних послуг і технічної допомоги для подолання перешкод на шляху забезпечення здійснення прав людини всіма. У той же час більше уваги приділено просуванню економічних, соціальних і культурних прав, включаючи право на розвиток і право на достатній рівень життя. Підвищена увага також приділяється захисту прав уразливих груп у суспільстві, включаючи меншини та корінне населення, а також захисту прав дитини та жінок, включаючи викорінення насильства щодо жінок та досягнення рівних прав. для жінки.
Цей новий акцент знаходить красномовне вираження у Віденській декларації та Програмі дій, підсумковому документі Всесвітньої конференції з прав людини, що відбулася у Відні в 1993 році, в якому наголошується на демократії та розвитку як невід'ємній частині прав людини.
1. 1 2 3  Комісія з прав людини ООН — 1947.
2. ↑  https://www.ohchr.org/en/hrbodies/Pages/HumanRightsBodies.aspx
3. ↑  list of members of the United Nations Commission on Human Rights